# 루프 라하스
루프 라하스(네덜란드어: Roef Ragas, 1965년 5월 25일 ~ 2007년 8월 30일)는 네덜란드의 배우이다.
하르데르베이크에서 태어났으며 암스테르담에서 사망하였다. 사인은 심근 경색이다.

## 영화
- 피터 벨 2 (2003년)
- 피터 벨 (2002년)
- 토탈 로스 (2000년)
- 비셔스 서클 (1999년)
- 미싱 링크 (1999년)
- 폴란드 신부 (1998년)
- 아렌츠 (1997년)
- 브레이킹 더 웨이브 (1996년)